# Mörttjärnen (Värmskogs socken, Värmland)
Mörttjärnen är en sjö i Grums kommun i Värmland och ingår i Göta älvs huvudavrinningsområde. Sjön har en area på 0,075 kvadratkilometer och ligger 67 meter över havet.

## Delavrinningsområde
Mörttjärnen ingår i det delavrinningsområde (659070-134070) som SMHI kallar för Utloppet av Överudssjön. Medelhöjden är 78 meter över havet och ytan är 15,87 kvadratkilometer. Det finns inga avrinningsområden uppströms utan avrinningsområdet är högsta punkten. Vattendraget som avvattnar avrinningsområdet har biflödesordning 4, vilket innebär att vattnet flödar genom totalt 4 vattendrag innan det når havet efter 276 kilometer. Avrinningsområdet består mestadels av skog (66 procent). Avrinningsområdet har 2,29 kvadratkilometer vattenytor vilket ger det en sjöprocent på 14,4 procent.